# 彈珠汽水瓶裡的千歲同學
《彈珠汽水瓶裡的千歲同學》是裕夢所著的日本輕小說，由raemz擔綱插畫。2019年6月起由小學館旗下的GAGAGA文庫發行文庫版，出版至今共10卷（本篇9卷、短篇集1卷）。第13屆（2018年）小學館輕小說大賞優秀獎得獎作品之一，店員最愛輕小說大賞2020文庫部門中排名第2位、入圍2020年電子漫畫大賞（電子漫畫大獎）（みんなが選ぶ!!電子コミック大賞）輕小說部門提名名單；這本輕小說真厲害！2021年、2022年綜合排名第1位，2023年文庫類別排名第2位。改編電視動畫將於2025年10月播出。

## 角色列表
以下聲優按電視動畫／廣播劇CD和有聲書次序排列，僅有一項時為後者的聲優。
千歲朔（聲：坂田將吾／馬場惇平）
藤志高校的頂級現充，前棒球社社員。外表自信帥氣，內心卻常在自我懷疑中掙扎。父母離異後獨居，身邊聚集許多異性，卻難以真正面對自己的感情。
山崎健太（聲：宮田幸季）
資深宅男，對現充懷有強烈偏見。被朔強硬拉回校園生活後逐漸改變，成為千歲小隊的重要一員，對朔抱有近乎信仰的尊敬。
柊夕湖（聲：石見舞菜香／阿澄佳奈）
年級公認的第一美少女，個性天然卻敏銳，網球社成員。外表活潑單純，內心十分在意朔的看法，甚至自稱是「千歲朔的正宮」，在小隊中地位特殊。
内田優空（聲：羊宮妃那／上田麗奈）
成績優秀、冷靜成熟，常擔任吐槽役。雖外表理性，實際上有敏感的一面，受到家庭背景影響而習慣隱藏心情。經常幫朔料理與打理生活，逐漸走進朔的內心。
青海陽（聲：大久保瑠美／赤崎千夏）
女籃主力兼隊長，身材嬌小卻充滿幹勁，個性直爽、重視夥伴。雖看似男孩子氣，卻在與朔的互動中展現出少女心。
七瀨悠月（聲：長谷川育美／天海由梨奈）
女籃成員，與夕湖並列為二年級的兩大美女。外表溫柔高挑，曾因事件請朔假扮男友，也因此和他有了更多交集。
西野明日風（聲：安濟知佳／奧野香耶）
朔的青梅竹馬與學姊，曾是童年玩伴。溫柔知性，夢想成為小說編輯。與朔重逢後，逐漸意識到自己一直以來都喜歡他。
淺野海人（聲：木村隼人）
男籃主力，誠懇正直，重視朋友感受，常因衝動而不顧後果。單戀夕湖，雖明知無望仍選擇守護，是真誠的「好人代表」。
水篠和希（聲：西山宏太朗）
足球社成員，開朗直率。曾喜歡悠月，但在發現她的心意傾向於朔後選擇放手，成為旁觀者與支持者。
岩波藏之助（聲：酒卷光宏）
二年五班班導師，性格散漫但能力突出。與明日風的父親有師生關係，對學生其實十分關心。
上村亞十夢（聲：木村隼人）
與朔在國中棒球時代有過因競爭留下的心結，因此對朔抱有敵意。表面針鋒相對，實際上在某些時刻也成為朔的助力。
綾瀨薺（聲：赤崎千夏）
辣妹風格的女生，言辭毒舌，常與亞十夢一同行動。過去疑似是籃球選手，與悠月關係不和。
柊琴音
柊夕湖的母親，年輕結婚生子，與女兒的相處更像姊妹。
望紅葉
應援團一年級代表，天真活潑，對朔一見鐘情，積極介入千歲小隊的氛圍。

## 宣傳
2022年，本作跟福井市政府的旅遊推廣計劃「福井真不錯！」（福いいネ！）展開合作計劃。市政府投入600萬日圓預算，用於製作在聖地展出的合作海報，以及聖地巡禮的集章活動。

## 出版書籍

### 輕小說
| 卷數 | GAGAGA文庫（小學館） | GAGAGA文庫（小學館）                                            | 東立出版社     | 東立出版社                                                                                           |
| 卷數 | 發售日期             | ISBN                                                            | 發售日期       | ISBN / EAN                                                                                           |
| ---- | -------------------- | --------------------------------------------------------------- | -------------- | --- |
| 1    | 2019年6月23日        | ISBN 978-4-09-451796-5                                          | 2020年6月1日   | EAN 471-060-104-227-4（首刷限定版）                                                                  |
| 2    | 2019年10月23日       | ISBN 978-4-09-451816-0                                          | 2021年1月21日  | ISBN 978-957-266-220-5                                                                               |
| 3    | 2020年4月22日        | ISBN 978-4-09-451841-2                                          | 2021年4月15日  | ISBN 978-957-266-732-3（首刷限定版）                                                                 |
| 4    | 2020年9月18日        | ISBN 978-4-09-451866-5                                          | 2021年6月30日  | ISBN 978-957-267-055-2（首刷限定版）                                                                 |
| 5    | 2021年4月20日        | ISBN 978-4-09-451899-3 ISBN 978-4-09-453005-6（附SS冊子特裝版） | 2021年8月13日  | ISBN 978-957-267-362-1 ISBN 978-957-267-363-8（首刷限定版）                                          |
| 6    | 2021年8月19日        | ISBN 978-4-09-453022-3                                          | 2021年11月18日 | ISBN 978-957-268-058-2 ISBN 978-957-268-059-9（首刷限定版）                                          |
| 6.5  | 2022年3月18日        | ISBN 978-4-09-453060-5                                          | 2022年7月28日  | ISBN 978-957-269-674-3 ISBN 978-957-269-675-0（首刷限定版） ISBN 978-957-269-676-7（會場限定版）     |
| 7    | 2022年8月18日        | ISBN 978-4-09-453085-8                                          | 2022年12月29日 | ISBN 978-626-347-653-0（豪華首刷限定版）                                                             |
| 7    | 2022年8月18日        | ISBN 978-4-09-453085-8                                          | 2023年1月5日   | ISBN 978-626-347-652-3（首刷限定版）                                                                 |
| 8    | 2023年6月20日        | ISBN 978-4-09-453126-8 ISBN 978-4-09-453132-9（附插畫集特裝版） | 2023年11月16日 | ISBN 978-626-372-844-8（首刷限定版）                                                                 |
| 8    | 2023年6月20日        | ISBN 978-4-09-453126-8 ISBN 978-4-09-453132-9（附插畫集特裝版） | 2023年11月23日 | ISBN 978-626-372-843-1                                                                               |
| 9    | 2024年8月20日        | ISBN 978-4-09-453203-6                                          | 2025年2月4日   | ISBN 978-626-023-633-5 ISBN 978-626-023-634-2（首刷限定版） ISBN 978-626-023-635-9（豪華首刷限定版） |
| SS集 | 2025年8月20日        | ISBN 978-4-09-453257-9                                          |                | |

### 漫畫
| 卷數 | 史克威爾艾尼克斯 | 史克威爾艾尼克斯       | 東立出版社    | 東立出版社                                                  |
| 卷數 | 發售日期         | ISBN                   | 發售日期      | ISBN                                                        |
| ---- | ---------------- | ---------------------- | ------------- | ----------------------------------------------------------- |
| 1    | 2020年9月18日    | ISBN 978-4-7575-6849-5 | 2025年7月24日 | ISBN 978-626-02-5032-4（首刷限定版） ISBN 978-626-02-4978-6 |
| 2    | 2021年2月5日     | ISBN 978-4-7575-7078-8 |               |                                                             |
| 3    | 2021年8月19日    | ISBN 978-4-7575-7427-4 |               |                                                             |
| 4    | 2022年3月18日    | ISBN 978-4-7575-7788-6 |               |                                                             |
| 5    | 2022年11月7日    | ISBN 978-4-7575-8233-0 |               |                                                             |
| 6    | 2023年7月6日     | ISBN 978-4-7575-8642-0 |               |                                                             |
| 7    | 2024年8月19日    | ISBN 978-4-7575-9334-3 |               |                                                             |
| 8    | 2025年3月7日     | ISBN 978-4-7575-9714-3 |               |                                                             |

## 電視動畫
2024年8月宣布制作成為電視動畫。預計于2025年10月播出。

### 制作人员
- 原作：裕夢
- 角色原案：raemz
- 導演：德野雄士
- 系列構成：荒川稔久
- 劇本：裕夢、荒川稔久
- 角色設定：木野下澄江
- 動畫制作：feel.
- 製作：彈珠汽水製作委員会

## 外部連結
- 小學館官方網站（日語）
- 東立出版社官方網站（繁體中文）
- 漫畫官方網站（日語）
- 作者的X（前Twitter）（日語）